# Troglodyten
Mit Troglodyten („Höhlenbewohner“) wurden mehrere, auf niedrigerer Entwicklungsstufe als der eigenen stehende Ethnien bezeichnet. Mehrere antike Autoren erwähnen ein Volk der Troglodyten oder Trogodyten, so unter anderem Herodot, Hanno der Seefahrer, Agatharchides, Diodor, Strabon, Plinius der Ältere.

## Name
Die Bezeichnung Troglodytai (Τρωγλοδύται) findet sich in den handschriftlichen Kopien klassischer Texte häufig anstelle der korrekten Form des Namens Trogodytai (Τρωγοδύται) für ein Volk Äthiopiens; der Name erscheint erstmals im 5. vorchristlichen Jahrhundert als Trogodytai Aithiopes (Τρωγοδύται Αἰθίοπες) bei Herodot im Buch 4 seiner Historien als Bezeichnung für einen vom Volk der „Garamantes“ gejagten Schlag Menschen im Süden Libyens – angeblich den schnellfüßigsten aller ihm vom Hörensagen bekannten, auch Schlangen, Echsen und andere kriechende Tiere essend, und mit einer Sprache, die keiner anderen gleiche, indem sie hierbei Laute wie die von Fledermäusen hervorbringen. Die Etymologie dieses Namens ist ungeklärt.
Die Bezeichnung Troglodytai (mit „l“) findet sich dann bei Aristoteles in der Beschreibung von Pygmäen und wird bei Strabon – mit der (fehlerhaften) Herleitung aus trogle (τρώγλη „Höhle“) und dynai (δῦναι „eintauchen“) – weiter auf alle Arten höhlenbewohnender Völker bezogen. Die von Herodot erwähnten „aitiopischen“ Trog(l)odyten werden ausführlicher von Artemidor von Ephesos beschrieben: Sie lebten als nomadisierende Viehzüchter, pflegten Frauen- und Kindergemeinschaft und waren möglicherweise die Vorfahren der in der Zentralsahara lebenden Tubu.
Die Form Trogodytai blieb im ptolemäischen Ägypten gängig bis in das 1. Jahrhundert v. Chr. Man bezeichnete als „aitiopische Trogodytai“ vorwiegend nubische Stämme, ansonsten als „Trogodytai“ die Bewohner der afrikanischen Küste des Roten Meeres. Bei den römischen Autoren wurde fast immer die Form Trogodytae verwendet, allerdings auch als allgemeine Bezeichnung für Höhlenbewohner.

## Troglodyten am Roten Meer
Strabo und der anonyme Autor des Periplus Maris Erythraei beschreiben Troglodyten am südlichen Roten Meer. In diesem Gebiet lag unter anderem der wichtige Hafen Berenike.
Strabon gibt in Buch XVII der Geographica als angeblichen Bericht des Eratosthenes wieder:

«τὰ δὲ κατωτέρω ἑκατέρωθεν Μερόης παρὰ μὲν τὸν Νεῖλον πρὸς τὴν Ἐρυθρὰν Μεγάβαροι καὶ Βλέμμυες͵ Αἰθιόπων ὑπακούοντες͵ Αἰγυπτίοις δ᾽ ὅμοροι· παρὰ θάλατταν δὲ Τρωγλοδύται· διεστᾶσι δὲ εἰς δέκα ἢ δώδεκα ἡμερῶν ὁδὸν οἱ κατὰ τὴν Μερόην Τρωγλοδύται τοῦ Νείλου. ἐξ ἀριστερῶν δὲ τῆς ῥύσεως τοῦ Νείλου Νοῦβαι κατοικοῦσιν ἐν τῆι Λιβύηι͵ …»

„Die Länder beiderseits unterhalb von Meroe bewohnen am Nil zum Roten Meer hin Megabarer und Blemmyer, Äthiopiern gehorchend, doch an Ägypter grenzend; am Meer aber Troglodyten; zehn bis zwölf Tagesreisen entfernt sind jene Troglodyten östlich Meroes vom Nil. Zur Linken vom Strombett des Nils wohnen Nubier in Libyen, …“

Der Periplus Maris Erythraei beschreibt sie als „Fischesser“ (Ichtyophagoi), die in verstreuten Höhlen in engen Tälern wohnen. Südlich von ihnen leben Barbaren (Barbaroi), weiter im Inland Jägervölker („Wildfleisch-Esser“) und Sammler (mosxophagoi „Zweige-Esser“) unter ihren jeweiligen Häuptlingen.
In der Nähe von Adulis lagen nach dem Periplus die kleinen sandigen Alalaei-Inseln, wohin die Fischesser Schildkrötenpanzer zum Tausch brachten.
Plinius der Ältere erwähnt eine Insel im Roten Meer mit dem Namen Topazos. Das Wort topazin sei troglodytisch und bedeute „suchen“, da die Insel oft im Nebel verborgen liege. Das Wort sei im Lateinischen zu der Bezeichnung des entsprechenden Halbedelsteins, des modernen Edel-Olivins, geworden. Schäfer leitet dieses Wort von nubisch tube (suchen) bzw. tubesun, „du suchtest“ ab, Murray von tabesin, „ich/wir suchten“. Die Troglodyten hätten demnach eine nubische Sprache gesprochen. Nach Plinius besaßen die Troglodyten seegängige Schiffe. Die Insel Cytis – vermutlich die St.-Johannes-Insel –, auf der ebenfalls Topase zu finden seien, sei durch vom Sturm verschlagene troglodytische Seeräuber entdeckt worden. Weiterhin soll es im Land der Troglodyten eine „Quelle der Sonne“ (fons solis) gegeben haben, die zur Mittagszeit kaltes Süßwasser und in der Nacht warmes Salzwasser lieferte.

## Troglodyten in der Zoologie
Carl von Linné ordnete die Troglodyten, zusammen mit dem Orang-Utan, den Satyrn und Schimpansen (Pan troglodytes), als homo nocturnus in das zweite Geschlecht der Ordnung Primaten ein.
Die Bezeichnung „Troglodytes“ als zoologischen Namen (Linné; in Systema Naturae,. 10. Auflage. 1758) tragen allerdings die Zaunkönige – die ihr Nest gerne kugelförmig bauen und oft bodennah, gelegentlich auch unter der Erde – und so als deren einzige Art in Eurasien wie einer der kleinsten Vögel Europas: der Zaunkönig, Troglodytes troglodytes, in binominaler Nomenklatur auch als Epitheton.

## Troglodyten in der Literatur
In seinem 1721 erschienenen Briefroman Persische Briefe beschreibt der französische Schriftsteller Montesquieu Troglodyten als kleines Volk in Arabien, das von den alten Troglodyten abstamme.
In Goethes Faust. Der Tragödie zweiter Teil sagt die „Deputation der Gnome an den großen Pan“: „Wenn das glänzend reiche Gute / Fadenweis durch Klüfte streicht, / Nur der klugen Wünschelrute / Seine Labyrinthe zeigt, / Wölben wir in dunklen Grüften / Troglodytisch unser Haus …“
In Dostojewskis Werk Aufzeichnungen aus dem Kellerloch werden die Troglodyten in einem Dialog über den menschlichen Willen und die Vernunft wie folgt erwähnt: „Und wenn er auch selbst Schaden davon hat, aber er hat sich doch selbst den Beweis geliefert; und mag er sich diesen Beweis auch dadurch geliefert haben, dass er sich zum Troglodyten machte, aber er hat ihn sich doch geliefert.“
Die für ihre Flüche bekannte Comicfigur Kapitän Haddock der Serie Tim und Struppi des belgischen Zeichners Hergé verwendet die Bezeichnung „Troglodyten“ mehrfach als Teil ihrer Schimpfkanonaden.